# Vamos por la parejita
Vamos por la parejita es una película española de comedia estrenada el 13 de octubre de 1969, escrita y dirigida por Alfonso Paso y protagonizada en los papeles principales por Antonio Garisa, Enriqueta Carballeira, Emilio Gutiérrez Caba y María Luisa San José.
La película es una adaptación cinematográfica de la obra teatral homónima del propio Alfonso Paso.

## Sinopsis
Tras años de matrimonio con Paulina, Juan no ha podido ver cumplido su deseo de tener un hijo varón. Después de tener siete hijas y de ver cómo estas únicamente le dan nietas, María Luisa su última hija soltera, y por lo tanto, su última esperanza de tener descendencia masculina, se enamora de un cojo, manco y tartamudo. En plena desesperación, Juan inicia una relación con María, una viuda que solo ha tenido niños y que le promete tener un hijo varón, pero que finalmente acaba quedando embarazada de una niña.

## Reparto
- Antonio Garisa como Juan Fernández Arriaga.
- Emilio Gutiérrez Caba como	John.
- Enriqueta Carballeira como	Mirinda.
- Milagros Pérez de León como Paulina - mujer de Juan.
- María Luisa San José como	María Luisa - hija de Juan.
- Miguel del Castillo como Joaquín.
- Francisco Camoiras como Antonio.
- Rafaela Aparicio como Agustina.
- Florinda Chico como María Andújar.
- Manuel Tejada como Pepe.
- Ricardo Tundidor como Arturo Carrasco - hijo secreto de Juan.
- Bárbara Lys como Asunción.
- Mary O'Callaghan como Carmen.
- Pedro Beltrán
- Pedro Fenollar